# Mistrovství světa ve fotbale 1998 (soupisky)
Soupisky na Mistrovství světa ve fotbale 1998, které se hrálo ve Francii:
| Zlato              | Stříbro             | Bronz                 |
| ------------------ | ------------------- | --------------------- |
| Francie • Soupiska | Brazílie • Soupiska | Chorvatsko • Soupiska |

## Skupina A

### Brazílie
Hlavní trenér: Mário Zagallo

| Jméno          | Datum narození     | Datum úmrtí                     | Klub                   |
| Brankáři       | Brankáři           | Brankáři                        | Brankáři               |
| -------------- | ------------------ | ------------------------------- | ---------------------- |
| Taffarel       | 8. května 1966     |                                 | CA Mineiro             |
| Carlos Germano | 14. srpna 1970     |                                 | CR Vasco da Gama       |
| Dida           | 7. října 1973      |                                 | Cruzeiro Esporte Clube |
| Obránci        |                    |                                 |                        |
| Cafu           | 7. června 1970     |                                 | AS Řím                 |
| Aldair         | 30. listopadu 1965 |                                 | AS Řím                 |
| Júnior Baiano  | 14. března 1970    |                                 | Flamengo               |
| Roberto Carlos | 10. dubna 1973     |                                 | Real Madrid            |
| Zé Carlos      | 14. listopadu 1968 | 24. října 2024 (ve věku 61 let) | São Paulo FC           |
| Gonçalves      | 22. února 1966     |                                 | Botafogo               |
| André Cruz     | 20. září 1968      |                                 | AC Milán               |
| Záložníci      |                    |                                 |                        |
| César Sampaio  | 31. března 1968    |                                 | Jokohama Flügels       |
| Giovanni       | 4. února 1972      |                                 | FC Barcelona           |
| Dunga –        | 31. října 1963     |                                 | Júbilo Iwata           |
| Rivaldo        | 19. dubna 1972     |                                 | FC Barcelona           |
| Emerson        | 4. dubna 1976      |                                 | Bayer 04 Leverkusen    |
| Zé Roberto     | 6. července 1974   |                                 | Flamengo               |
| Doriva         | 28. května 1972    |                                 | FC Porto               |
| Leonardo       | 5. září 1969       |                                 | AC Milán               |
| Denílson       | 24. srpna 1977     |                                 | São Paulo FC           |
| Útočníci       |                    |                                 |                        |
| Ronaldo        | 22. září 1976      |                                 | Inter Milán            |
| Bebeto         | 16. února 1964     |                                 | Botafogo               |
| Edmundo        | 2. dubna 1971      |                                 | ACF Fiorentina         |

### Maroko
Hlavní trenér:  Henri Michel

| Jméno                 | Datum narození     | Datum úmrtí                        | Klub                   |
| Brankáři              | Brankáři           | Brankáři                           | Brankáři               |
| --------------------- | ------------------ | ---------------------------------- | ---------------------- |
| Abelkader El Brazi    | 5. listopadu 1964  |                                    | ASFAR Rabat            |
| Driss Benzekri        | 31. prosince 1970  |                                    | RS Settat              |
| Mustapha Chadili      | 14. února 1973     |                                    | Raja Casablanca        |
| Obránci               |                    |                                    |                        |
| Abdelilah Saber       | 21. dubna 1974     |                                    | Sporting CP            |
| Abdelkrim El Hadrioui | 6. března 1972     |                                    | Benfica Lisabon        |
| Youssef Rossi         | 28. června 1973    |                                    | Stade Rennais FC       |
| Smahi Triki           | 1. srpna 1967      |                                    | FC Lausanne-Sport      |
| Noureddine Naybet –   | 10. února 1970     |                                    | Deportivo de La Coruña |
| Rachid Neqrouz        | 10. dubna 1972     |                                    | SSC Bari               |
| Lahcen Abrami         | 31. prosince 1969  |                                    | Wydad Casablanca       |
| Jamal Sellami         | 6. října 1970      |                                    | Raja Casablanca        |
| Tahar El Khalej       | 16. června 1968    |                                    | Benfica Lisabon        |
| Záložníci             |                    |                                    |                        |
| Mustapha Hadji        | 16. listopadu 1971 |                                    | Deportivo de La Coruña |
| Saïd Chiba            | 18. září 1970      |                                    | SD Compostela          |
| Ali El Khattabi       | 17. ledna 1977     |                                    | SC Heerenveen          |
| Rachid Azzouzi        | 10. ledna 1971     |                                    | SpVgg Greuther Fürth   |
| Gharib Amzine         | 3. května 1973     |                                    | FC Mulhouse            |
| Youssef Chippo        | 10. května 1973    |                                    | FC Porto               |
| Útočníci              |                    |                                    |                        |
| Abduldžalíl Hadda     | 21. března 1972    |                                    | Club Africain          |
| Abderrahim Ouakili    | 11. prosince 1970  | 18. prosince 2023 (ve věku 53 let) | TSV 1860 München       |
| Salaheddine Bassir    | 5. září 1972       |                                    | Deportivo de La Coruña |
| Rachid Rokki          | 8. listopadu 1974  |                                    | SCC Mohammédia         |

### Norsko
Hlavní trenér: Egil Olsen

| Jméno               | Datum narození    | Datum úmrtí | Klub                 |
| Brankáři            | Brankáři          | Brankáři    | Brankáři             |
| ------------------- | ----------------- | ----------- | -------------------- |
| Frode Grodås –      | 24. října 1964    |             | Tottenham Hotspur FC |
| Thomas Myhre        | 16. října 1973    |             | Everton FC           |
| Espen Baardsen      | 7. prosince 1977  |             | Tottenham Hotspur FC |
| Obránci             |                   |             |                      |
| Gunnar Halle        | 11. srpna 1965    |             | Leeds United FC      |
| Ronny Johnsen       | 10. června 1969   |             | Manchester United FC |
| Henning Berg        | 1. září 1969      |             | Manchester United FC |
| Stig Inge Bjørnebye | 11. prosince 1969 |             | Liverpool FC         |
| Vegard Heggem       | 13. července 1975 |             | Rosenborg BK         |
| Dan Eggen           | 13. ledna 1970    |             | Celta de Vigo        |
| Erik Hoftun         | 3. března 1969    |             | Rosenborg BK         |
| Záložníci           |                   |             |                      |
| Ståle Solbakken     | 27. února 1968    |             | Aalborg Boldspilklub |
| Erik Mykland        | 21. července 1971 |             | Panathinaikos FC     |
| Øyvind Leonhardsen  | 17. srpna 1970    |             | Liverpool FC         |
| Kjetil Rekdal       | 6. listopadu 1968 |             | Hertha BSC           |
| Mini Jakobsen       | 8. listopadu 1965 |             | Rosenborg BK         |
| Jostein Flo         | 3. října 1964     |             | Strømsgodset IF      |
| Håvard Flo          | 4. dubna 1970     |             | Werder Brémy         |
| Vidar Riseth        | 21. dubna 1972    |             | LASK Linz            |
| Roar Strand         | 2. února 1970     |             | Rosenborg BK         |
| Útočníci            |                   |             |                      |
| Tore André Flo      | 15. června 1973   |             | Chelsea FC           |
| Egil Østenstad      | 2. ledna 1972     |             | Southampton FC       |
| Ole Gunnar Solskjær | 26. února 1973    |             | Manchester United FC |

### Skotsko
Hlavní trenér: Craig Brown

| Jméno            | Datum narození     | Datum úmrtí | Klub                   |
| Brankáři         | Brankáři           | Brankáři    | Brankáři               |
| ---------------- | ------------------ | ----------- | ---------------------- |
| Jim Leighton     | 24. července 1958  |             | Aberdeen FC            |
| Neil Sullivan    | 24. února 1970     |             | Wimbledon FC           |
| Jonathan Gould   | 18. července 1968  |             | Celtic FC              |
| Obránci          |                    |             |                        |
| Tom Boyd         | 24. listopadu 1965 |             | Celtic FC              |
| Colin Calderwood | 20. ledna 1965     |             | Tottenham Hotspur FC   |
| Colin Hendry –   | 7. prosince 1965   |             | Blackburn Rovers FC    |
| Tosh McKinlay    | 3. prosince 1964   |             | Celtic FC              |
| David Weir       | 10. května 1970    |             | Heart of Midlothian FC |
| Matt Elliott     | 1. listopadu 1969  |             | Leicester City FC      |
| Derek Whyte      | 31. srpna 1968     |             | Aberdeen FC            |
| Christian Dailly | 23. října 1973     |             | Derby County FC        |
| Záložníci        |                    |             |                        |
| Jackie McNamara  | 24. října 1973     |             | Celtic FC              |
| Craig Burley     | 24. září 1971      |             | Celtic FC              |
| Darren Jackson   | 25. července 1966  |             | Celtic FC              |
| John Collins     | 31. ledna 1968     |             | AS Monaco              |
| Paul Lambert     | 7. srpna 1969      |             | Celtic FC              |
| Scot Gemmill     | 2. ledna 1971      |             | Nottingham Forest FC   |
| Billy McKinlay   | 22. dubna 1969     |             | Blackburn Rovers FC    |
| Útočníci         |                    |             |                        |
| Kevin Gallacher  | 23. listopadu 1966 |             | Blackburn Rovers FC    |
| Gordon Durie     | 6. prosince 1965   |             | Rangers FC             |
| Simon Donnelly   | 1. prosince 1974   |             | Celtic FC              |
| Scott Booth      | 16. prosince 1971  |             | FC Utrecht             |

## Skupina B

### Rakousko
Hlavní trenér: Herbert Prohaska

| Jméno                | Datum narození    | Datum úmrtí | Klub                 |
| Brankáři             | Brankáři          | Brankáři    | Brankáři             |
| -------------------- | ----------------- | ----------- | -------------------- |
| Michael Konsel       | 6. března 1962    |             | AS Řím               |
| Franz Wohlfahrt      | 1. července 1964  |             | VfB Stuttgart        |
| Wolfgang Knaller     | 9. října 1961     |             | FK Austria Vídeň     |
| Obránci              |                   |             |                      |
| Peter Schottel       | 26. března 1967   |             | SK Rapid Vídeň       |
| Anton Pfeffer        | 17. srpna 1965    |             | FK Austria Vídeň     |
| Wolfgang Feiersinger | 30. ledna 1965    |             | Borussia Dortmund    |
| Walter Kogler        | 12. prosince 1967 |             | AS Cannes            |
| Martin Hiden         | 11. března 1973   |             | Leeds United FC      |
| Záložníci            |                   |             |                      |
| Markus Schopp        | 22. února 1974    |             | SK Sturm Graz        |
| Heimo Pfeifenberger  | 29. prosince 1966 |             | Werder Brémy         |
| Andreas Herzog       | 10. září 1968     |             | Werder Brémy         |
| Martin Amerhauser    | 23. července 1974 |             | FC Red Bull Salzburg |
| Harald Cerny         | 13. září 1973     |             | TSV 1860 München     |
| Arnold Wetl          | 2. února 1970     |             | SK Rapid Vídeň       |
| Roman Mählich        | 17. září 1971     |             | SK Sturm Graz        |
| Peter Stöger         | 11. dubna 1966    |             | LASK Linz            |
| Andreas Heraf        | 10. září 1967     |             | SK Rapid Vídeň       |
| Dietmar Kühbauer     | 4. dubna 1971     |             | Real Sociedad        |
| Útočníci             |                   |             |                      |
| Mario Haas           | 16. září 1974     |             | SK Sturm Graz        |
| Ivica Vastić         | 29. září 1969     |             | SK Sturm Graz        |
| Hannes Reinmayr      | 23. srpna 1969    |             | SK Sturm Graz        |
| Toni Polster –       | 10. března 1964   |             | 1. FC Köln           |

### Kamerun
Hlavní trenér:  Claude Le Roy

| Jméno                 | Datum narození     | Datum úmrtí | Klub                   |
| Brankáři              | Brankáři           | Brankáři    | Brankáři               |
| --------------------- | ------------------ | ----------- | ---------------------- |
| Jacques Songo'o       | 17. března 1964    |             | Deportivo de La Coruña |
| Bassey William Andem  | 14. června 1968    |             | Boavista FC            |
| Alioum Boukar         | 3. ledna 1972      |             | Samsunspor             |
| Obránci               |                    |             |                        |
| Pierre Wome           | 26. března 1979    |             | Lucchese 1905          |
| Rigobert Song         | 1. července 1976   |             | FC Metz                |
| Raymond Kalla         | 22. dubna 1975     |             | Panahaiki FC           |
| Pierre Njanka         | 15. března 1975    |             | Olympic Mvolyé         |
| Lauren Etame Mayer    | 19. ledna 1977     |             | Levante UD             |
| Patrice Abanda        | 3. srpna 1978      |             | Tonnerre Yaoundé       |
| Michel Pensée         | 16. června 1973    |             | Songnam FC             |
| Záložníci             |                    |             |                        |
| Joseph Elanga         | 2. května 1979     |             | Tonnerre Yaoundé       |
| Didier Angibeaud      | 8. října 1974      |             | OGC Nice               |
| Augustine Simo        | 18. září 1978      |             | AS Saint-Étienne       |
| Joseph N'Do           | 28. dubna 1976     |             | Cottonsport Garoua     |
| Marcel Mahouvé        | 16. ledna 1973     |             | Montpellier HSC        |
| Salomon Olembé        | 8. prosince 1980   |             | FC Nantes              |
| Útočníci              |                    |             |                        |
| François Omam-Biyik – | 21. května 1966    |             | UC Sampdoria           |
| Alphonse Tchami       | 14. září 1971      |             | Hertha BSC             |
| Patrick M’Boma        | 15. listopadu 1970 |             | Gamba Ósaka            |
| Samuel Eto'o          | 10. března 1981    |             | CD Leganés             |
| Samuel Ipoua          | 1. března 1973     |             | SK Rapid Vídeň         |
| Joseph-Désiré Job     | 1. prosince 1977   |             | Olympique Lyon         |

### Chile
Hlavní trenér:  Nelson Acosta

| Jméno              | Datum narození     | Datum úmrtí | Klub                      |
| Brankáři           | Brankáři           | Brankáři    | Brankáři                  |
| ------------------ | ------------------ | ----------- | ------------------------- |
| Nelson Tapia       | 22. června 1966    |             | Universidad Católica      |
| Marcelo Ramírez    | 29. května 1965    |             | Colo-Colo                 |
| Carlos Tejas       | 4. října 1974      |             | Coquimbo Unido            |
| Obránci            |                    |             |                           |
| Cristián Castañeda | 18. září 1968      |             | Club Universidad de Chile |
| Ronald Fuentes     | 22. června 1969    |             | Club Universidad de Chile |
| Francisco Rojas    | 22. července 1974  |             | Colo-Colo                 |
| Javier Margas      | 10. května 1969    |             | Universidad Católica      |
| Pedro Reyes        | 13. listopadu 1972 |             | Colo-Colo                 |
| Miguel Ramírez     | 11. června 1970    |             | Universidad Católica      |
| Moisés Villarroel  | 12. února 1976     |             | Santiago Wanderers        |
| Mauricio Aros      | 9. března 1976     |             | Club Universidad de Chile |
| Záložníci          |                    |             |                           |
| Nelson Parraguez   | 5. dubna 1971      |             | Universidad Católica      |
| Clarence Acuña     | 8. února 1975      |             | Club Universidad de Chile |
| José Luis Sierra   | 5. prosince 1968   |             | Colo-Colo                 |
| Marcelo Vega       | 12. srpna 1971     |             | MetroStars                |
| Luis Musrri        | 24. prosince 1968  |             | Club Universidad de Chile |
| Fernando Cornejo   | 28. ledna 1969     |             | CD Cobreloa               |
| Fabián Estay       | 5. října 1968      |             | Deportivo Toluca FC       |
| Útočníci           |                    |             |                           |
| Iván Zamorano –    | 18. ledna 1967     |             | Inter Milán               |
| Marcelo Salas      | 24. prosince 1974  |             | CA River Plate            |
| Manuel Neira       | 12. října 1977     |             | Colo-Colo                 |
| Rodrigo Barrera    | 30. března 1970    |             | Club Universidad de Chile |

### Itálie
Hlavní trenér: Cesare Maldini

| Jméno                 | Datum narození    | Datum úmrtí | Klub            |
| Brankáři              | Brankáři          | Brankáři    | Brankáři        |
| --------------------- | ----------------- | ----------- | --------------- |
| Francesco Toldo       | 2. prosince 1971  |             | ACF Fiorentina  |
| Gianluca Pagliuca     | 18. prosince 1966 |             | Inter Milán     |
| Gianluigi Buffon      | 28. ledna 1978    |             | Parma FC        |
| Obránci               |                   |             |                 |
| Giuseppe Bergomi      | 22. prosince 1963 |             | Inter Milán     |
| Paolo Maldini –       | 26. června 1968   |             | AC Milán        |
| Fabio Cannavaro       | 13. září 1973     |             | Parma FC        |
| Alessandro Costacurta | 24. dubna 1966    |             | AC Milán        |
| Alessandro Nesta      | 19. března 1976   |             | SS Lazio        |
| Gianluca Pessotto     | 11. srpna 1970    |             | Juventus FC     |
| Moreno Torricelli     | 23. ledna 1970    |             | Juventus FC     |
| Záložníci             |                   |             |                 |
| Demetrio Albertini    | 23. srpna 1971    |             | AC Milán        |
| Dino Baggio           | 24. července 1971 |             | Parma FC        |
| Sandro Cois           | 9. června 1972    |             | ACF Fiorentina  |
| Luigi Di Biagio       | 3. června 1971    |             | AS Řím          |
| Angelo Di Livio       | 26. července 1966 |             | Juventus FC     |
| Roberto Di Matteo     | 29. května 1970   |             | Chelsea FC      |
| Francesco Moriero     | 31. března 1969   |             | Inter Milán     |
| Útočníci              |                   |             |                 |
| Alessandro Del Piero  | 9. listopadu 1974 |             | Juventus FC     |
| Roberto Baggio        | 18. února 1967    |             | Bologna FC 1909 |
| Filippo Inzaghi       | 9. srpna 1973     |             | Juventus FC     |
| Enrico Chiesa         | 29. prosince 1970 |             | Parma FC        |
| Christian Vieri       | 12. července 1973 |             | Atlético Madrid |

## Skupina C

### Dánsko
Hlavní trenér:  Bo Johansson

| Jméno              | Datum narození     | Datum úmrtí | Klub                 |
| Brankáři           | Brankáři           | Brankáři    | Brankáři             |
| ------------------ | ------------------ | ----------- | -------------------- |
| Peter Schmeichel   | 18. listopadu 1963 |             | Manchester United FC |
| Mogens Krogh       | 31. října 1963     |             | Brøndby IF           |
| Peter Kjær         | 5. listopadu 1965  |             | Silkeborg IF         |
| Obránci            |                    |             |                      |
| Michael Schjønberg | 19. ledna 1967     |             | 1. FC Kaiserslautern |
| Marc Rieper        | 5. června 1968     |             | Celtic FC            |
| Jes Høgh           | 7. května 1966     |             | Fenerbahçe SK        |
| Jan Heintze        | 17. srpna 1963     |             | Bayer 04 Leverkusen  |
| Thomas Helveg      | 24. června 1971    |             | Udinese Calcio       |
| Søren Colding      | 2. září 1972       |             | Brøndby IF           |
| Jacob Laursen      | 6. října 1971      |             | Derby County FC      |
| René Henriksen     | 27. srpna 1969     |             | Akademisk Boldklub   |
| Záložníci          |                    |             |                      |
| Allan Nielsen      | 13. března 1971    |             | Tottenham Hotspur FC |
| Per Frandsen       | 6. února 1970      |             | Bolton Wanderers FC  |
| Michael Laudrup –  | 15. června 1964    |             | AFC Ajax             |
| Morten Wieghorst   | 25. února 1971     |             | Celtic FC            |
| Stig Tøfting       | 14. srpna 1969     |             | MSV Duisburg         |
| Bjarne Goldbæk     | 6. října 1968      |             | FC Kodaň             |
| Martin Jørgensen   | 6. října 1975      |             | Udinese Calcio       |
| Útočníci           |                    |             |                      |
| Miklos Molnar      | 10. dubna 1970     |             | Sevilla FC           |
| Brian Laudrup      | 22. února 1969     |             | Rangers FC           |
| Peter Møller       | 23. března 1972    |             | PSV Eindhoven        |
| Ebbe Sand          | 19. července 1972  |             | Brøndby IF           |

### Francie
Hlavní trenér: Aimé Jacquet

| Jméno              | Datum narození     | Datum úmrtí | Klub                   |
| Brankáři           | Brankáři           | Brankáři    | Brankáři               |
| ------------------ | ------------------ | ----------- | ---------------------- |
| Bernard Lama       | 7. dubna 1963      |             | Paris Saint-Germain FC |
| Fabien Barthez     | 28. června 1971    |             | AS Monaco              |
| Lionel Charbonnier | 25. října 1966     |             | AJ Auxerre             |
| Obránci            |                    |             |                        |
| Vincent Candela    | 24. října 1973     |             | AS Řím                 |
| Bixente Lizarazu   | 9. prosince 1969   |             | FC Bayern Mnichov      |
| Laurent Blanc      | 19. listopadu 1965 |             | Olympique Marseille    |
| Marcel Desailly    | 7. září 1968       |             | AC Milán               |
| Lilian Thuram      | 1. ledna 1972      |             | Parma FC               |
| Frank Leboeuf      | 22. ledna 1968     |             | Chelsea FC             |
| Záložníci          |                    |             |                        |
| Patrick Vieira     | 23. června 1976    |             | Arsenal FC             |
| Didier Deschamps – | 15. října 1968     |             | Juventus FC            |
| Zinédine Zidane    | 23. června 1972    |             | Juventus FC            |
| Robert Pirès       | 29. října 1973     |             | FC Metz                |
| Bernard Diomède    | 23. ledna 1974     |             | AJ Auxerre             |
| Alain Boghossian   | 27. října 1970     |             | UC Sampdoria           |
| Emmanuel Petit     | 22. září 1970      |             | Arsenal FC             |
| Christian Karembeu | 3. prosince 1970   |             | Real Madrid            |
| Útočníci           |                    |             |                        |
| Youri Djorkaeff    | 9. března 1968     |             | Inter Milán            |
| Stéphane Guivarc'h | 6. září 1970       |             | AJ Auxerre             |
| Thierry Henry      | 17. srpna 1977     |             | AS Monaco              |
| David Trézéguet    | 15. října 1977     |             | AS Monaco              |
| Christophe Dugarry | 24. března 1972    |             | Olympique Marseille    |

### Saúdská Arábie
Hlavní trenér:  Carlos Alberto Parreira

| Jméno                | Datum narození     | Datum úmrtí | Klub        |
| Brankáři             | Brankáři           | Brankáři    | Brankáři    |
| -------------------- | ------------------ | ----------- | ----------- |
| Mohamed Al-Deayea    | 2. srpna 1972      |             | Al-Ta'ee    |
| Hussein Al-Sadiq     | 15. října 1973     |             | Al-Qadisiya |
| Tisir Al-Antaif      | 16. února 1974     |             | Al-Ittifaq  |
| Obránci              |                    |             |             |
| Mohammed Al-Jahani   | 28. září 1974      |             | Al-Ahli     |
| Mohammed Al-Khilaiwi | 1. září 1971       |             | Al-Ittihad  |
| Ahmad Jamil Madani   | 6. ledna 1970      |             | Al-Ittihad  |
| Hussein Sulaimani    | 23. ledna 1977     |             | Al-Ahli     |
| Ahmed Dokhi          | 25. října 1976     |             | Al Hilal FC |
| Abdulaziz Al-Janoubi | 21. července 1974  |             | Al-Nassr FC |
| Záložníci            |                    |             |             |
| Abdullah Zubromawi   | 15. listopadu 1973 |             | Al-Ahli     |
| Fuad Anwar –         | 13. října 1972     |             | Al-Shabab   |
| Ibrahim Al-Harbi     | 10. července 1975  |             | Al-Nassr FC |
| Khalid Al-Muwallid   | 23. listopadu 1971 |             | Al-Ahli     |
| Yousuf Al-Thunayan   | 18. listopadu 1963 |             | Al Hilal FC |
| Khamis Al-Dosari     | 8. září 1973       |             | Al Hilal FC |
| Nawaf Al-Temyat      | 26. června 1976    |             | Al Hilal FC |
| Hamzah Saleh         | 19. dubna 1967     |             | Al-Ahli     |
| Útočníci             |                    |             |             |
| Ibrahim Al-Shahrani  | 21. července 1974  |             | Al-Ahli     |
| Obeid Al-Dosari      | 2. října 1975      |             | Al-Wehda    |
| Samí Džábir          | 11. prosince 1972  |             | Al Hilal FC |
| Saeed Al-Owairan     | 19. srpna 1967     |             | Al-Shabab   |
| Fahad Al-Mehallel    | 11. listopadu 1970 |             | Al-Shabab   |

### Jihoafrická republika
Hlavní trenér:  Philippe Troussier

| Jméno             | Datum narození     | Datum úmrtí | Klub                   |
| Brankáři          | Brankáři           | Brankáři    | Brankáři               |
| ----------------- | ------------------ | ----------- | ---------------------- |
| Hans Vonk         | 30. ledna 1970     |             | SC Heerenveen          |
| Brian Baloyi      | 16. března 1974    |             | Kaizer Chiefs FC       |
| Simon Gopane      | 26. prosince 1970  |             | Bloemfontein Celtic FC |
| Obránci           |                    |             |                        |
| Thembu Mnguni     | 16. prosince 1973  |             | Mamelodi Sundowns FC   |
| David Nyathi      | 22. března 1969    |             | FC St. Gallen          |
| Willem Jackson    | 26. března 1972    |             | Orlando Pirates        |
| Mark Fish         | 14. března 1974    |             | Bolton Wanderers FC    |
| Lucas Radebe –    | 12. dubna 1969     |             | Leeds United FC        |
| Pierre Issa       | 12. září 1975      |             | Olympique Marseille    |
| Záložníci         |                    |             |                        |
| Quinton Fortune   | 21. května 1977    |             | Atlético Madrid        |
| Alfred Phiri      | 22. června 1974    |             | Vanspor                |
| John Moshoeu      | 18. prosince 1965  |             | Fenerbahçe SK          |
| Helman Mkhalele   | 20. října 1969     |             | Kayserispor            |
| Doktor Khumalo    | 26. června 1967    |             | Kaizer Chiefs FC       |
| Lebohang Morula   | 22. prosince 1968  |             | Vanspor                |
| William Mokoena   | 31. března 1975    |             | Manning Rangers FC     |
| Útočníci          |                    |             |                        |
| Phil Masinga      | 28. června 1969    |             | SSC Bari               |
| Shaun Bartlett    | 31. října 1972     |             | Ajax Cape Town FC      |
| Brendan Augustine | 26. října 1971     |             | LASK Linz              |
| Delron Buckley    | 07. prosince 1977  |             | VfL Bochum             |
| Jerry Sikhosana   | 08.06.1969         |             | Orlando Pirates        |
| Benni McCarthy    | 12. listopadu 1977 |             | AFC Ajax               |

## Skupina D

### Bulharsko
Hlavní trenér: Christo Bonev

| Jméno              | Datum narození    | Datum úmrtí                     | Klub                 |
| Brankáři           | Brankáři          | Brankáři                        | Brankáři             |
| ------------------ | ----------------- | ------------------------------- | -------------------- |
| Zdravko Zdravkov   | 4. října 1970     |                                 | İstanbulspor         |
| Borislav Michajlov | 12. února 1963    |                                 | PFK Slavia Sofia     |
| Obránci            |                   |                                 |                      |
| Radostin Kišišev   | 30. července 1974 |                                 | Litex Loveč          |
| Trifon Ivanov –    | 27. července 1965 | 13. února 2016 (ve věku 50 let) | PFK CSKA Sofia       |
| Ivajlo Petkov      | 24. března 1976   |                                 | Litex Loveč          |
| Gošo Ginčev        | 2. prosince 1969  |                                 | Antalyaspor          |
| Adalbert Zafirov   | 29. září 1969     |                                 | Arminia Bielefeld    |
| Rosen Kirilov      | 4. ledna 1973     |                                 | Litex Loveč          |
| Záložníci          |                   |                                 |                      |
| Ivajlo Jordanov    | 22. dubna 1968    |                                 | Sporting CP          |
| Zlatko Jankov      | 7. června 1966    |                                 | Beşiktaş JK          |
| Krasimir Balakov   | 29. března 1966   |                                 | VfB Stuttgart        |
| Ilian Iliev        | 2. července 1968  |                                 | Bursaspor            |
| Marian Christov    | 29. července 1973 |                                 | 1. FC Kaiserslautern |
| Anatoli Nankov     | 15. července 1969 |                                 | PFK Lokomotiv Sofia  |
| Stojčo Stoilov     | 15. října 1971    |                                 | Litex Loveč          |
| Daniel Borimirov   | 15. ledna 1970    |                                 | TSV 1860 München     |
| Milen Petkov       | 12. ledna 1974    |                                 | PFK CSKA Sofia       |
| Útočníci           |                   |                                 |                      |
| Emil Kostadinov    | 12. srpna 1967    |                                 | PFK CSKA Sofia       |
| Christo Stoičkov   | 8. února 1966     |                                 | PFK CSKA Sofia       |
| Ljuboslav Penev    | 31. srpna 1966    |                                 | SD Compostela        |
| Georgi Bačev       | 18. dubna 1977    |                                 | PFK Slavia Sofia     |
| Georgi Ivanov      | 2. července 1976  |                                 | PFK Levski Sofia     |

### Nigérie
Hlavní trenér:  Bora Milutinović

| Jméno              | Datum narození     | Datum úmrtí                       | Klub                   |
| Brankáři           | Brankáři           | Brankáři                          | Brankáři               |
| ------------------ | ------------------ | --------------------------------- | ---------------------- |
| Peter Rufai        | 24. srpna 1963     | 3. července 2025 (ve věku 61 let) | Deportivo de La Coruña |
| William Okpara     | 07. května 1968    |                                   | Orlando Pirates        |
| Abiodun Baruwa     | 16. listopadu 1974 |                                   | FC Sion                |
| Obránci            |                    |                                   |                        |
| Mobi Oparaku       | 1. prosince 1976   |                                   | Kapellen FC            |
| Celestine Babayaro | 29. srpna 1978     |                                   | Chelsea FC             |
| Uche Okechukwu –   | 27. září 1967      |                                   | Fenerbahçe SK          |
| Taribo West        | 26. března 1974    |                                   | Inter Milán            |
| Uche Okafor        | 8. srpna 1967      |                                   | Sporting Kansas City   |
| Augustine Eguavoen | 19. srpna 1965     |                                   | FK Torpedo Moskva      |
| Benedikt Iroha     | 29. listopadu 1969 |                                   | Elche CF               |
| Godwin Okpara      | 20. září 1972      |                                   | RC Strasbourg Alsace   |
| Záložníci          |                    |                                   |                        |
| Finidi George      | 15. dubna 1971     |                                   | Betis Sevilla          |
| Mutiu Adepoju      | 22. prosince 1970  |                                   | Real Sociedad          |
| Jay-Jay Okocha     | 14. srpna 1973     |                                   | Fenerbahçe SK          |
| Garba Lawal        | 22. května 1974    |                                   | Roda JC Kerkrade       |
| Tijjani Babangida  | 25. září 1973      |                                   | AFC Ajax               |
| Sunday Oliseh      | 14. září 1974      |                                   | AFC Ajax               |
| Wilson Oruma       | 30. prosince 1976  |                                   | RC Lens                |
| Útočníci           |                    |                                   |                        |
| Nwankwo Kanu       | 1. srpna 1976      |                                   | Inter Milán            |
| Rashidi Yekini     | 23. října 1963     | 4. května 2012 (ve věku 48 let)   | FC Curych              |
| Daniel Amokachi    | 30. prosince 1972  |                                   | Beşiktaş JK            |
| Victor Ikpeba      | 12. června 1973    |                                   | AS Monaco              |

### Paraguay
Hlavní trenér:  Paulo César Carpegiani

| Jméno                 | Datum narození     | Datum úmrtí | Klub                     |
| Brankáři              | Brankáři           | Brankáři    | Brankáři                 |
| --------------------- | ------------------ | ----------- | ------------------------ |
| José Luis Chilavert – | 27. července 1965  |             | CA Vélez Sarsfield       |
| Danilo Aceval         | 15. září 1975      |             | CA Unión                 |
| Rubén Ruiz Díaz       | 11. listopadu 1969 |             | CF Monterrey             |
| Obránci               |                    |             |                          |
| Francisco Arce        | 2. dubna 1971      |             | Palmeiras                |
| Catalino Rivarola     | 30. dubna 1965     |             | Grêmio                   |
| Carlos Gamarra        | 17. února 1971     |             | SC Corinthians Paulista  |
| Celso Ayala           | 20. srpna 1970     |             | CA River Plate           |
| Edgar Aguilera        | 28. července 1975  |             | Cerro Cora               |
| Pedro Sarabia         | 5. července 1975   |             | CA River Plate           |
| Ricardo Rojas         | 26. ledna 1971     |             | Estudiantes de La Plata  |
| Denis Caniza          | 29. srpna 1974     |             | Olimpia                  |
| Záložníci             |                    |             |                          |
| Julio César Yegros    | 31. ledna 1971     |             | Cruz Azul                |
| Roberto Acuña         | 25. března 1972    |             | Real Zaragoza            |
| Carlos Paredes        | 16. července 1976  |             | Club Olimpia             |
| Julio César Enciso    | 5. srpna 1974      |             | Sport Club Internacional |
| Carlos Morales        | 4. listopadu 1968  |             | Gimnasia de Jujuy        |
| Jorge Luis Campos     | 11. srpna 1970     |             | Peking Čung-che Kuo-an   |
| Útočníci              |                    |             |                          |
| Arístides Rojas       | 12. srpna 1968     |             | CA Unión                 |
| José Cardozo          | 19. března 1971    |             | Deportivo Toluca FC      |
| Miguel Ángel Benítez  | 19. května 1970    |             | RCD Espanyol             |
| Hugo Brizuela         | 8. února 1970      |             | Argentinos Juniors       |
| César Ramírez         | 21. března 1977    |             | Sporting CP              |

### Španělsko
Hlavní trenér: Javier Clemente

| Jméno                | Datum narození    | Datum úmrtí | Klub            |
| Brankáři             | Brankáři          | Brankáři    | Brankáři        |
| -------------------- | ----------------- | ----------- | --------------- |
| Andoni Zubizarreta – | 23. října 1961    |             | Valencia CF     |
| Santiago Cañizares   | 18. prosince 1969 |             | Real Madrid     |
| José Molina          | 8. srpna 1970     |             | Atlético Madrid |
| Obránci              |                   |             |                 |
| Albert Ferrer        | 6. června 1970    |             | FC Barcelona    |
| Agustín Aranzabal    | 15. března 1973   |             | Real Sociedad   |
| Rafael Alkorta       | 16. září 1968     |             | Athletic Bilbao |
| Abelardo             | 19. března 1970   |             | FC Barcelona    |
| Fernando Hierro      | 23. března 1968   |             | Real Madrid     |
| Sergi                | 28. prosince 1971 |             | FC Barcelona    |
| Iván Campo           | 21. února 1974    |             | RCD Mallorca    |
| Carlos Aguilera      | 22. května 1969   |             | Atlético Madrid |
| Miguel Ángel Nadal   | 28. července 1966 |             | FC Barcelona    |
| Záložníci            |                   |             |                 |
| Julen Guerrero       | 7. ledna 1974     |             | Athletic Bilbao |
| Albert Celades       | 29. září 1975     |             | FC Barcelona    |
| Joseba Etxeberria    | 5. září 1977      |             | Athletic Bilbao |
| Guillermo Amor       | 4. prosince 1967  |             | FC Barcelona    |
| Luis Enrique         | 8. května 1970    |             | FC Barcelona    |
| Útočníci             |                   |             |                 |
| Fernando Morientes   | 5. dubna 1976     |             | Real Madrid     |
| Juan Antonio Pizzi   | 7. června 1968    |             | FC Barcelona    |
| Raúl                 | 27. června 1977   |             | Real Madrid     |
| Alfonso              | 26. září 1972     |             | Betis Sevilla   |
| Kiko                 | 26. dubna 1972    |             | Atlético Madrid |

## Skupina E

### Belgie
Hlavní trenér: Georges Leekens

| Jméno                 | Datum narození    | Datum úmrtí | Klub               |
| Brankáři              | Brankáři          | Brankáři    | Brankáři           |
| --------------------- | ----------------- | ----------- | ------------------ |
| Filip De Wilde        | 5. července 1964  |             | RSC Anderlecht     |
| Philippe Vande Walle  | 22. prosince 1961 |             | SC Eendracht Aalst |
| Dany Verlinden        | 15. srpna 1963    |             | Club Brugge KV     |
| Obránci               |                   |             |                    |
| Bertrand Crasson      | 5. října 1971     |             | SSC Neapol         |
| Lorenzo Staelens      | 30. dubna 1964    |             | Club Brugge KV     |
| Gordan Vidović        | 23. června 1968   |             | RE Mouscron        |
| Vital Borkelmans      | 1. června 1963    |             | Club Brugge KV     |
| Glen De Boeck         | 22. srpna 1971    |             | RSC Anderlecht     |
| Mike Verstraeten      | 12. srpna 1967    |             | Germinal Ekeren    |
| Eric Van Meir         | 28. února 1968    |             | Lierse SK          |
| Eric Deflandre        | 2. srpna 1973     |             | Club Brugge KV     |
| Záložníci             |                   |             |                    |
| Franky van der Elst – | 30. dubna 1961    |             | Club Brugge KV     |
| Marc Wilmots          | 22. února 1969    |             | FC Schalke 04      |
| Nico Van Kerckhoven   | 14. prosince 1970 |             | Lierse SK          |
| Enzo Scifo            | 19. února 1966    |             | RSC Anderlecht     |
| Philippe Clement      | 22. března 1974   |             | KRC Genk           |
| Danny Boffin          | 10. července 1965 |             | FC Metz            |
| Útočníci              |                   |             |                    |
| Luis Oliveira         | 24. března 1969   |             | ACF Fiorentina     |
| Mbo Mpenza            | 4. prosince 1976  |             | Standard Lutych    |
| Luc Nilis             | 25. května 1967   |             | PSV Eindhoven      |
| Gert Verheyen         | 20. září 1970     |             | Club Brugge KV     |
| Émile Mpenza          | 4. července 1978  |             | Standard Lutych    |

### Mexiko
Hlavní trenér: Manuel Lapuente

| Jméno                 | Datum narození    | Datum úmrtí | Klub                      |
| Brankáři              | Brankáři          | Brankáři    | Brankáři                  |
| --------------------- | ----------------- | ----------- | ------------------------- |
| Jorge Campos          | 15. října 1966    |             | Chicago Fire              |
| Oswaldo Sánchez       | 21. září 1973     |             | Club América              |
| Óscar Pérez           | 1. února 1973     |             | Cruz Azul                 |
| Obránci               |                   |             |                           |
| Claudio Suárez        | 17. prosince 1968 |             | CD Guadalajara            |
| Joel Sánchez          | 17. srpna 1974    |             | CD Guadalajara            |
| Duilio Davino         | 21. března 1976   |             | Club América              |
| Isaac Terrazas        | 17. dubna 1975    |             | Club América              |
| Salvador Carmona      | 22. srpna 1975    |             | Deportivo Toluca FC       |
| Záložníci             |                   |             |                           |
| Germán Villa          | 2. dubna 1973     |             | Club América              |
| Marcelino Bernal      | 27. května 1962   |             | CF Monterrey              |
| Ramón Ramírez         | 5. prosince 1969  |             | CD Guadalajara            |
| Alberto García Aspe – | 11. května 1967   |             | Club América              |
| Pavel Pardo           | 26. července 1976 |             | Atlas FC                  |
| Raúl Lara             | 28. února 1973    |             | Club América              |
| Braulio Luna          | 8. září 1974      |             | Club Universidad Nacional |
| Jaime Ordiales        | 23. prosince 1962 |             | Deportivo Toluca FC       |
| Jesús Arellano        | 8. května 1973    |             | CD Guadalajara            |
| Útočníci              |                   |             |                           |
| Ricardo Peláez        | 14. března 1963   |             | Club América              |
| Luis García           | 1. června 1969    |             | Atlante FC                |
| Cuauhtémoc Blanco     | 17. ledna 1973    |             | Club Necaxa               |
| Luis Hernández        | 22. prosince 1968 |             | Club Necaxa               |
| Francisco Palencia    | 28. dubna 1973    |             | Cruz Azul                 |

### Nizozemsko
Hlavní trenér: Guus Hiddink

| Jméno                    | Datum narození     | Datum úmrtí | Klub                 |
| Brankáři                 | Brankáři           | Brankáři    | Brankáři             |
| ------------------------ | ------------------ | ----------- | -------------------- |
| Edwin van der Sar        | 29. října 1970     |             | AFC Ajax             |
| Ed de Goey               | 20. prosince 1966  |             | Chelsea FC           |
| Ruud Hesp                | 31. října 1965     |             | FC Barcelona         |
| Obránci                  |                    |             |                      |
| Michael Reiziger         | 3. května 1973     |             | FC Barcelona         |
| Jaap Stam                | 17. července 1972  |             | PSV Eindhoven        |
| Frank de Boer –          | 15. května 1970    |             | AFC Ajax             |
| Arthur Numan             | 14. prosince 1969  |             | PSV Eindhoven        |
| André Ooijer             | 11. července 1974  |             | PSV Eindhoven        |
| Winston Bogarde          | 22. října 1970     |             | FC Barcelona         |
| Záložníci                |                    |             |                      |
| Wim Jonk                 | 12. října 1966     |             | PSV Eindhoven        |
| Ronald de Boer           | 15. května 1970    |             | AFC Ajax             |
| Clarence Seedorf         | 1. dubna 1976      |             | Real Madrid          |
| Phillip Cocu             | 29. října 1970     |             | PSV Eindhoven        |
| Boudewijn Zenden         | 15. srpna 1976     |             | PSV Eindhoven        |
| Marc Overmars            | 29. března 1973    |             | Arsenal FC           |
| Edgar Davids             | 13. března 1973    |             | Juventus FC          |
| Giovanni van Bronckhorst | 5. února 1975      |             | Feyenoord            |
| Aron Winter              | 1. března 1967     |             | Inter Milán          |
| Útočníci                 |                    |             |                      |
| Dennis Bergkamp          | 10. května 1969    |             | Arsenal FC           |
| Patrick Kluivert         | 1. července 1976   |             | AC Milán             |
| Pierre van Hooijdonk     | 29. listopadu 1969 |             | Nottingham Forest FC |
| Jimmy Floyd Hasselbaink  | 27. března 1972    |             | Leeds United FC      |

### Jižní Korea
Hlavní trenér:  Čcha Bom-kun,  Kim Pyung-seok

| Jméno           | Datum narození     | Datum úmrtí                     | Klub                    |
| Brankáři        | Brankáři           | Brankáři                        | Brankáři                |
| --------------- | ------------------ | ------------------------------- | ----------------------- |
| Kim Byung-ji    | 8. dubna 1970      |                                 | Ulsan HD FC             |
| Seo Myung-dong  | 4. května 1974     |                                 | Kimčchon Sangmu FC      |
| Obránci         |                    |                                 |                         |
| Lee Lim-saeng   | 18. listopadu 1971 |                                 | Bucheon SK              |
| Choi Young-il – | 25. dubna 1966     |                                 | Pusan IPark             |
| Lee Min-sung    | 23. června 1973    |                                 | Pusan IPark             |
| Ju Sang-čchol   | 18. října 1971     | 7. června 2021 (ve věku 59 let) | Ulsan HD FC             |
| Lee Sang-hun    | 11. října 1975     |                                 | Anyang LG Gepardi       |
| Kim Tae-young   | 8. listopadu 1970  |                                 | Jeonnam Dragons         |
| Jang Hyung-seok | 7. července 1972   |                                 | Ulsan HD FC             |
| Jang Dae-il     | 9. března 1975     |                                 | Songnam FC              |
| Hong Myung-bo   | 12. února 1969     |                                 | Šónan Bellmare          |
| Záložníci       |                    |                                 |                         |
| Choi Sung-yong  | 25. prosince 1975  |                                 | Kimčchon Sangmu FC      |
| Kim Do-keun     | 2. března 1972     |                                 | Jeonnam Dragons         |
| Noh Jung-yoon   | 28. března 1971    |                                 | NAC Breda               |
| Ko Jong-soo     | 30. října 1978     |                                 | Suwon Samsung Bluewings |
| Lee Sang-yoon   | 10. dubna 1969     |                                 | Songnam FC              |
| Ha Seok-ju      | 20. února 1968     |                                 | Cerezo Ósaka            |
| Útočníci        |                    |                                 |                         |
| Kim Do-hoon     | 21. července 1970  |                                 | Vissel Kóbe             |
| Choi Yong-soo   | 10. září 1973      |                                 | Kimčchon Sangmu FC      |
| Seo Jung-won    | 17. prosince 1970  |                                 | RC Strasbourg Alsace    |
| Hwang Sun-hong  | 14. července 1968  |                                 | Pohang Steelers         |
| Lee Dong-gook   | 29. dubna 1979     |                                 | Pohang Steelers         |

## Skupina F

### Německo
Hlavní trenér: Berti Vogts

| Jméno              | Datum narození     | Datum úmrtí | Klub                 |
| Brankáři           | Brankáři           | Brankáři    | Brankáři             |
| ------------------ | ------------------ | ----------- | -------------------- |
| Andreas Köpke      | 12. března 1962    |             | Olympique Marseille  |
| Oliver Kahn        | 15. června 1969    |             | FC Bayern Mnichov    |
| Jens Lehmann       | 10. listopadu 1969 |             | FC Schalke 04        |
| Obránci            |                    |             |                      |
| Christian Wörns    | 10. května 1972    |             | Bayer 04 Leverkusen  |
| Jörg Heinrich      | 6. prosince 1969   |             | Borussia Dortmund    |
| Jürgen Kohler      | 6. října 1965      |             | Borussia Dortmund    |
| Thomas Helmer      | 21. dubna 1965     |             | FC Bayern Mnichov    |
| Olaf Thon          | 1. května 1966     |             | FC Schalke 04        |
| Lothar Matthäus    | 21. března 1961    |             | FC Bayern Mnichov    |
| Markus Babbel      | 8. září 1972       |             | FC Bayern Mnichov    |
| Christian Ziege    | 1. února 1972      |             | AC Milán             |
| Michael Tarnat     | 27. října 1969     |             | FC Bayern Mnichov    |
| Záložníci          |                    |             |                      |
| Andreas Möller     | 2. září 1967       |             | Borussia Dortmund    |
| Thomas Häßler      | 30. května 1966    |             | Karlsruher SC        |
| Jens Jeremies      | 5. března 1974     |             | TSV 1860 München     |
| Steffen Freund     | 19. ledna 1970     |             | Borussia Dortmund    |
| Dietmar Hamann     | 27. srpna 1973     |             | FC Bayern Mnichov    |
| Útočníci           |                    |             |                      |
| Ulf Kirsten        | 4. prosince 1965   |             | Bayer 04 Leverkusen  |
| Olaf Marschall     | 19. března 1966    |             | 1. FC Kaiserslautern |
| Jürgen Klinsmann – | 30. července 1964  |             | Tottenham Hotspur FC |
| Oliver Bierhoff    | 1. května 1968     |             | Udinese Calcio       |

### Írán
Hlavní trenér: Jalal Talebi

| Jméno                  | Datum narození     | Datum úmrtí                     | Klub                 |
| Brankáři               | Brankáři           | Brankáři                        | Brankáři             |
| ---------------------- | ------------------ | ------------------------------- | -------------------- |
| Ahmad Reza Abedzadeh – | 25. května 1966    |                                 | Persepolis FC        |
| Nima Nakisa            | 1. května 1975     |                                 | Persepolis FC        |
| Parviz Broumand        | 11. září 1972      |                                 | Esteghlal FC         |
| Obránci                |                    |                                 |                      |
| Naeim Saadavi          | 16. června 1969    |                                 | Persepolis FC        |
| Mohammad Khakpour      | 20. února 1969     |                                 | Bahman FC            |
| Afshin Peyrovani       | 6. února 1970      |                                 | Persepolis FC        |
| Nader Mohammadkhani    | 23. srpna 1963     |                                 | Polyacryl Esfahan FC |
| Ali Akbar Ostad-Asadi  | 17. září 1965      |                                 | Zob Ahan Isfahan FC  |
| Reza Shahroudi         | 21. února 1972     |                                 | Persepolis FC        |
| Javad Zarincheh        | 23. července 1966  |                                 | Esteghlal FC         |
| Mehdi Pashazadeh       | 27. prosince 1973  |                                 | Esteghlal FC         |
| Záložníci              |                    |                                 |                      |
| Mehdi Mahdavikia       | 24. července 1977  |                                 | Persepolis FC        |
| Karim Bagheri          | 20. února 1974     |                                 | Arminia Bielefeld    |
| Alireza Mansourian     | 12. prosince 1971  |                                 | Esteghlal FC         |
| Sirous Dinmohammadi    | 2. července 1970   |                                 | Shahrdari Tabriz FC  |
| Hamid Estili           | 1. dubna 1967      |                                 | Bahman FC            |
| Sattar Hamedani        | 6. června 1974     |                                 | Bahman FC            |
| Mehrdad Minavand       | 30. listopadu 1975 | 27. ledna 2021 (ve věku 45 let) | Persepolis FC        |
| Útočníci               |                    |                                 |                      |
| Ali Daeí               | 21. března 1969    |                                 | Arminia Bielefeld    |
| Khodadad Azizi         | 22. června 1971    |                                 | 1. FC Köln           |
| Ali Latifi             | 20. února 1976     |                                 | Bahman FC            |
| Behnam Seraj           | 19. června 1971    |                                 | Sanat Naft Abadan FC |

### USA
Hlavní trenér: Steve Sampson

| Jméno                 | Datum narození     | Datum úmrtí | Klub                   |
| Brankáři              | Brankáři           | Brankáři    | Brankáři               |
| --------------------- | ------------------ | ----------- | ---------------------- |
| Brad Friedel          | 18. května 1971    |             | Liverpool FC           |
| Juergen Sommer        | 27. února 1969     |             | Columbus Crew SC       |
| Kasey Keller          | 29. listopadu 1969 |             | Leicester City FC      |
| Obránci               |                    |             |                        |
| Frankie Hejduk        | 5. srpna 1974      |             | Tampa Bay Mutiny       |
| Eddie Pope            | 24. prosince 1973  |             | D.C. United            |
| Mike Burns            | 14. září 1970      |             | New England Revolution |
| Thomas Dooley –       | 5. prosince 1961   |             | Columbus Crew SC       |
| David Regis           | 2. prosince 1968   |             | Karlsruher SC          |
| Jeff Agoos            | 2. května 1968     |             | D.C. United            |
| Marcelo Balboa        | 8. srpna 1967      |             | Colorado Rapids        |
| Alexi Lalas           | 1. června 1970     |             | MetroStars             |
| Záložníci             |                    |             |                        |
| Earnie Stewart        | 28. března 1969    |             | NAC Breda              |
| Tab Ramos             | 21. září 1966      |             | MetroStars             |
| Cobi Jones            | 16. června 1970    |             | Los Angeles Galaxy     |
| Predrag Radosavljević | 24. června 1963    |             | Sporting Kansas City   |
| Chad Deering          | 2. září 1970       |             | VfL Wolfsburg          |
| Brian Maisonneuve     | 28. června 1973    |             | Columbus Crew SC       |
| Claudio Reyna         | 20. července 1973  |             | VfL Wolfsburg          |
| Útočníci              |                    |             |                        |
| Roy Wegerle           | 19. března 1964    |             | Tampa Bay Mutiny       |
| Joe-Max Moore         | 23. února 1971     |             | New England Revolution |
| Eric Wynalda          | 9. června 1969     |             | San Jose Clash         |
| Brian McBride         | 19. června 1972    |             | Columbus Crew SC       |

### Srbsko a Černá Hora
Hlavní trenér: Slobodan Santrač

| Jméno                | Datum narození     | Datum úmrtí                        | Klub                     |
| Brankáři             | Brankáři           | Brankáři                           | Brankáři                 |
| -------------------- | ------------------ | ---------------------------------- | ------------------------ |
| Ivica Kralj          | 26. března 1973    |                                    | FK Partizan              |
| Dragoje Lekovic      | 21. listopadu 1967 |                                    | Sporting de Gijón        |
| Obránci              |                    |                                    |                          |
| Zoran Mirković       | 21. září 1971      |                                    | Atalanta BC              |
| Goran Đorović        | 11. listopadu 1971 |                                    | Celta de Vigo            |
| Miroslav Đukić       | 19. února 1966     |                                    | Valencia CF              |
| Branko Brnović       | 8. srpna 1967      |                                    | RCD Espanyol             |
| Siniša Mihajlović    | 20. února 1969     | 16. prosince 2022 (ve věku 53 let) | UC Sampdoria             |
| Slobodan Komljenović | 2. ledna 1971      |                                    | MSV Duisburg             |
| Nisa Saveljić        | 23. února 1970     |                                    | FC Girondins de Bordeaux |
| Záložníci            |                    |                                    |                          |
| Slaviša Jokanović    | 16. srpna 1968     |                                    | CD Tenerife              |
| Vladimir Jugović     | 30. srpna 1969     |                                    | SS Lazio                 |
| Dragan Stojković –   | 3. března 1965     |                                    | Nagoja Grampus           |
| Ljubinko Drulović    | 11. září 1968      |                                    | FC Porto                 |
| Željko Petrović      | 13. listopadu 1965 |                                    | Urawa Red Diamonds       |
| Dejan Govedarica     | 14. února 1972     |                                    | US Lecce                 |
| Miroslav Stević      | 7. ledna 1970      |                                    | TSV 1860 München         |
| Dejan Stanković      | 11. září 1978      |                                    | Red Star Belgrade        |
| Útočníci             |                    |                                    |                          |
| Dejan Savićević      | 15. září 1966      |                                    | AC Milán                 |
| Predrag Mijatović    | 19. ledna 1969     |                                    | Real Madrid              |
| Savo Milošević       | 2. září 1973       |                                    | Aston Villa FC           |
| Perica Ognjenović    | 24. února 1977     |                                    | Red Star Belgrade        |
| Darko Kovačević      | 18. listopadu 1973 |                                    | Real Sociedad            |

## Skupina G

### Kolumbie
Hlavní trenér: Hernán Darío Gómez

| Jméno               | Datum narození     | Datum úmrtí                     | Klub                    |
| Brankáři            | Brankáři           | Brankáři                        | Brankáři                |
| ------------------- | ------------------ | ------------------------------- | ----------------------- |
| Óscar Córdoba       | 3. února 1970      |                                 | CA Boca Juniors         |
| Miguel Calero       | 14. dubna 1971     |                                 | Atlético Nacional       |
| Farid Mondragón     | 21. června 1971    |                                 | CA Independiente        |
| Obránci             |                    |                                 |                         |
| Iván Córdoba        | 11. srpna 1976     |                                 | San Lorenzo             |
| Ever Palacios       | 18. ledna 1969     |                                 | Deportivo Cali          |
| José Santa          | 12. listopadu 1970 |                                 | Atlético Nacional       |
| Jorge Bermúdez      | 18. června 1971    |                                 | CA Boca Juniors         |
| Wilmer Cabrera      | 15. září 1967      |                                 | Millonarios FC          |
| Luis Antonio Moreno | 25. prosince 1970  |                                 | Deportes Tolima         |
| Záložníci           |                    |                                 |                         |
| Mauricio Serna      | 22. ledna 1968     |                                 | CA Boca Juniors         |
| John Harold Lozano  | 30. března 1972    |                                 | Real Valladolid         |
| Carlos Valderrama – | 2. září 1961       |                                 | Miami Fusion            |
| Jorge Bolaño        | 28. dubna 1977     | 6. dubna 2025 (ve věku 47 let)  | Atlético Junior         |
| Andrés Estrada      | 12. listopadu 1967 |                                 | Deportivo Cali          |
| John Wilmar Pérez   | 2. února 1970      |                                 | Deportivo Cali          |
| Freddy Rincón       | 14. srpna 1966     | 14. dubna 2022 (ve věku 55 let) | SC Corinthians Paulista |
| Útočníci            |                    |                                 |                         |
| Antony de Ávila     | 21. prosince 1962  |                                 | Barcelona SC            |
| Adolfo Valencia     | 6. února 1968      |                                 | Independiente Medellín  |
| Faustino Asprilla   | 10. listopadu 1969 |                                 | Parma FC                |
| Víctor Aristizábal  | 9. prosince 1971   |                                 | São Paulo FC            |
| Hamilton Ricard     | 12. ledna 1974     |                                 | Middlesbrough FC        |
| Leider Preciado     | 26. února 1977     |                                 | Independiente Santa Fe  |

### Anglie
Hlavní trenér: Glenn Hoddle

| Jméno            | Datum narození     | Datum úmrtí | Klub                 |
| Brankáři         | Brankáři           | Brankáři    | Brankáři             |
| ---------------- | ------------------ | ----------- | -------------------- |
| David Seaman     | 19. září 1963      |             | Arsenal FC           |
| Nigel Martyn     | 11. srpna 1966     |             | Leeds United FC      |
| Tim Flowers      | 3. února 1967      |             | Blackburn Rovers FC  |
| Obránci          |                    |             |                      |
| Sol Campbell     | 18. září 1974      |             | Tottenham Hotspur FC |
| Graeme Le Saux   | 17. října 1968     |             | Chelsea FC           |
| Tony Adams       | 10. října 1966     |             | Arsenal FC           |
| Gareth Southgate | 3. září 1970       |             | Aston Villa FC       |
| Gary Neville     | 18. února 1975     |             | Manchester United FC |
| Martin Keown     | 24. července 1966  |             | Arsenal FC           |
| Rio Ferdinand    | 7. listopadu 1978  |             | West Ham United FC   |
| Záložníci        |                    |             |                      |
| Paul Ince        | 21. října 1967     |             | Liverpool FC         |
| David Beckham    | 2. května 1975     |             | Manchester United FC |
| David Batty      | 2. prosince 1968   |             | Newcastle United FC  |
| Steve McManaman  | 11. února 1972     |             | Liverpool FC         |
| Darren Anderton  | 3. března 1972     |             | Tottenham Hotspur FC |
| Paul Merson      | 20. března 1968    |             | Middlesbrough FC     |
| Paul Scholes     | 16. listopadu 1974 |             | Manchester United FC |
| Rob Lee          | 1. února 1966      |             | Newcastle United FC  |
| Útočníci         |                    |             |                      |
| Alan Shearer –   | 13. srpna 1970     |             | Newcastle United FC  |
| Teddy Sheringham | 2. dubna 1966      |             | Manchester United FC |
| Les Ferdinand    | 18. prosince 1966  |             | Tottenham Hotspur FC |
| Michael Owen     | 14. prosince 1979  |             | Liverpool FC         |

### Rumunsko
Hlavní trenér: Anghel Iordănescu

| Jméno               | Datum narození    | Datum úmrtí | Klub                     |
| Brankáři            | Brankáři          | Brankáři    | Brankáři                 |
| ------------------- | ----------------- | ----------- | ------------------------ |
| Dumitru Stângaciu   | 9. srpna 1964     |             | Kocaelispor              |
| Bogdan Stelea       | 5. prosince 1967  |             | UD Salamanca             |
| Florin Prunea       | 8. srpna 1968     |             | FC Universitatea Craiova |
| Obránci             |                   |             |                          |
| Dan Petrescu        | 22. prosince 1967 |             | Chelsea FC               |
| Cristian Dulca      | 25. září 1972     |             | FC Rapid București       |
| Anton Doboș         | 13. října 1965    |             | AEK Athény               |
| Gheorghe Popescu    | 9. října 1967     |             | Galatasaray SK           |
| Liviu Ciobotariu    | 26. března 1971   |             | Naţional Bucureşti       |
| Tibor Selymes       | 14. května 1970   |             | RSC Anderlecht           |
| Záložníci           |                   |             |                          |
| Constantin Gâlcă    | 8. března 1972    |             | RCD Espanyol             |
| Dorinel Munteanu    | 25. června 1968   |             | 1. FC Köln               |
| Gheorghe Hagi –     | 5. února 1965     |             | Galatasaray SK           |
| Radu Niculescu      | 2. března 1975    |             | Naţional Bucureşti       |
| Lucian Marinescu    | 24. června 1972   |             | FC Rapid București       |
| Gabriel Popescu     | 23. prosince 1973 |             | UD Salamanca             |
| Iulian Filipescu    | 29. března 1974   |             | Galatasaray SK           |
| Ovidiu Stîngă       | 5. prosince 1972  |             | PSV Eindhoven            |
| Útočníci            |                   |             |                          |
| Marius Lăcătuș      | 5. dubna 1964     |             | Steaua Bukurešť          |
| Viorel Moldovan     | 8. července 1972  |             | Coventry City FC         |
| Adrian Ilie         | 20. dubna 1974    |             | Valencia CF              |
| Ilie Dumitrescu     | 6. ledna 1969     |             | Atlante FC               |
| Gheorghe Craioveanu | 14. února 1968    |             | Real Sociedad            |

### Tunisko
Hlavní trenér:  Henryk Kasperczak

| Jméno             | Datum narození     | Datum úmrtí | Klub           |
| Brankáři          | Brankáři           | Brankáři    | Brankáři       |
| ----------------- | ------------------ | ----------- | -------------- |
| Chokri El Ouaer   | 15. srpna 1966     |             | Espérance      |
| Radhouane Salhi   | 18. prosince 1967  |             | Étoile Sahel   |
| Ali Boumnijel     | 13. dubna 1966     |             | SC Bastia      |
| Obránci           |                    |             |                |
| Sami Trabelsi –   | 4. února 1968      |             | CS Sfaxien     |
| Mounir Boukadida  | 24. října 1967     |             | Étoile Sahel   |
| Hatem Trabelsi    | 25. ledna 1977     |             | CS Sfaxien     |
| Ferid Chouchane   | 19. dubna 1973     |             | Étoile Sahel   |
| Tarek Thabet      | 16. srpna 1971     |             | Espérance      |
| Sabri Džabaláh    | 28. června 1973    |             | Club Africain  |
| Khaled Badra      | 8. dubna 1973      |             | Espérance      |
| Záložníci         |                    |             |                |
| Zoubeir Baya      | 15. května 1971    |             | SC Freiburg    |
| Kaies Ghodhbane   | 7. ledna 1976      |             | Étoile Sahel   |
| Riadh Bouazizi    | 8. dubna 1973      |             | Étoile Sahel   |
| Sirajeddine Chihi | 16. dubna 1970     |             | Espérance      |
| Skander Souayah   | 20. listopadu 1972 |             | CS Sfaxien     |
| José Clayton      | 21. března 1974    |             | Étoile Sahel   |
| Faysal Ben Ahmed  | 7. března 1973     |             | Espérance      |
| Útočníci          |                    |             |                |
| Imed Ben Younes   | 16. června 1974    |             | Étoile Sahel   |
| Riadh Jelassiho   | 7. července 1971   |             | Étoile Sahel   |
| Adel Sellimi      | 16. listopadu 1972 |             | Real Jaén      |
| Mourad Melki      | 9. května 1975     |             | Olympique Beja |
| Mehdi Ben Slimane | 1. ledna 1974      |             | SC Freiburg    |

## Skupina H

### Argentina
Hlavní trenér: Daniel Passarella

| Jméno                  | Datum narození    | Datum úmrtí | Klub               |
| Brankáři               | Brankáři          | Brankáři    | Brankáři           |
| ---------------------- | ----------------- | ----------- | ------------------ |
| Carlos Roa             | 15. srpna 1969    |             | RCD Mallorca       |
| Germán Burgos          | 16. dubna 1969    |             | CA River Plate     |
| Pablo Cavallero        | 13. dubna 1974    |             | CA Vélez Sarsfield |
| Obránci                |                   |             |                    |
| Roberto Ayala          | 14. dubna 1973    |             | SSC Neapol         |
| José Chamot            | 17. května 1969   |             | SS Lazio           |
| Mauricio Pineda        | 13. července 1975 |             | Udinese Calcio     |
| Roberto Néstor Sensini | 12. října 1966    |             | Parma FC           |
| Pablo Paz              | 27. ledna 1973    |             | CD Tenerife        |
| Nelson Vivas           | 18. října 1969    |             | FC Lugano          |
| Javier Zanetti         | 10. srpna 1973    |             | Inter Milán        |
| Záložníci              |                   |             |                    |
| Matías Almeyda         | 21. prosince 1973 |             | SS Lazio           |
| Diego Simeone –        | 28. dubna 1970    |             | Inter Milán        |
| Ariel Ortega           | 4. března 1974    |             | Valencia CF        |
| Juan Sebastián Verón   | 9. března 1975    |             | UC Sampdoria       |
| Leonardo Astrada       | 6. ledna 1970     |             | CA River Plate     |
| Sergio Berti           | 17. února 1969    |             | CA River Plate     |
| Marcelo Gallardo       | 18. ledna 1976    |             | CA River Plate     |
| Útočníci               |                   |             |                    |
| Claudio López          | 17. července 1974 |             | Valencia CF        |
| Gabriel Batistuta      | 1. února 1969     |             | ACF Fiorentina     |
| Abel Balbo             | 1. června 1966    |             | AS Řím             |
| Hernán Crespo          | 5. července 1975  |             | Parma FC           |
| Marcelo Delgado        | 24. března 1973   |             | Racing Club        |

### Chorvatsko
Hlavní trenér: Miroslav Blažević

| Jméno             | Datum narození     | Datum úmrtí | Klub                    |
| Brankáři          | Brankáři           | Brankáři    | Brankáři                |
| ----------------- | ------------------ | ----------- | ----------------------- |
| Dražen Ladić      | 1. ledna 1963      |             | GNK Dinamo Záhřeb       |
| Marijan Mrmić     | 6. května 1965     |             | Beşiktaş JK             |
| Vladimir Vasilj   | 6. července 1975   |             | NK Hrvatski Dragovoljac |
| Obránci           |                    |             |                         |
| Anthony Šerić     | 15. ledna 1979     |             | HNK Hajduk Split        |
| Igor Štimac       | 6. září 1967       |             | Derby County FC         |
| Goran Jurić       | 5. února 1963      |             | GNK Dinamo Záhřeb       |
| Slaven Bilić      | 11. září 1968      |             | Everton FC              |
| Igor Tudor        | 16. dubna 1978     |             | HNK Hajduk Split        |
| Robert Jarni      | 26. října 1968     |             | Betis Sevilla           |
| Dario Šimić       | 12. listopadu 1975 |             | GNK Dinamo Záhřeb       |
| Záložníci         |                    |             |                         |
| Aljoša Asanović   | 14. prosince 1965  |             | SSC Neapol              |
| Robert Prosinečki | 12. ledna 1969     |             | GNK Dinamo Záhřeb       |
| Zvonimir Boban –  | 8. října 1968      |             | AC Milán                |
| Silvio Marić      | 20. března 1975    |             | GNK Dinamo Záhřeb       |
| Mario Stanić      | 10. dubna 1972     |             | Parma Calcio 1913       |
| Zvonimir Soldo    | 2. listopadu 1967  |             | VfB Stuttgart           |
| Zoran Mamić       | 30. září 1971      |             | VfL Bochum              |
| Krunoslav Jurčić  | 26. listopadu 1969 |             | GNK Dinamo Záhřeb       |
| Útočníci          |                    |             |                         |
| Petar Krpan       | 1. července 1974   |             | NK Osijek               |
| Davor Šuker       | 1. ledna 1968      |             | Real Madrid             |
| Ardian Kozniku    | 27. října 1967     |             | SC Bastia               |
| Goran Vlaović     | 7. srpna 1972      |             | Valencia CF             |

### Jamajka
Hlavní trenér:  Renê Simões

| Jméno             | Datum narození     | Datum úmrtí | Klub               |
| Brankáři          | Brankáři           | Brankáři    | Brankáři           |
| ----------------- | ------------------ | ----------- | ------------------ |
| Warren Barrett –  | 9. července 1970   |             | Violet Kickers FC  |
| Aaron Lawrence    | 11. srpna 1970     |             | FC Reno            |
| Donovan Ricketts  | 7. června 1977     |             | Wadadah FC         |
| Obránci           |                    |             |                    |
| Stephen Malcolm   | 2. května 1970     |             | Seba United FC     |
| Chris Dawes       | 31. května 1974    |             | Galaxie FC         |
| Linval Dixon      | 14. září 1971      |             | Portmore United FC |
| Ian Goodison      | 21. listopadu 1972 |             | Olympic Gardens FC |
| Dean Sewell       | 13. dubna 1972     |             | Constant Spring FC |
| Ricardo Gardner   | 25. září 1978      |             | Harbour View FC    |
| Frank Sinclair    | 3. prosince 1971   |             | Chelsea FC         |
| Durrant Brown     | 8. července 1964   |             | Wadadah FC         |
| Záložníci         |                    |             |                    |
| Fitzroy Simpson   | 26. února 1970     |             | Portsmouth FC      |
| Peter Cargill     | 2. března 1964     |             | Harbour View FC    |
| Theodore Whitmore | 5. srpna 1972      |             | Seba United FC     |
| Robbie Earle      | 27. ledna 1965     |             | Wimbledon FC       |
| Darryl Powell     | 15. listopadu 1971 |             | Derby County FC    |
| Útočníci          |                    |             |                    |
| Marcus Gayle      | 27. září 1970      |             | Wimbledon FC       |
| Andy Williams     | 23. září 1977      |             | Columbus Crew SC   |
| Walter Boyd       | 1. ledna 1972      |             | Arnett Gardens FC  |
| Onandi Lowe       | 2. prosince 1973   |             | Harbour View FC    |
| Deon Burton       | 25. října 1976     |             | Derby County FC    |
| Paul Hall         | 3. července 1972   |             | Portsmouth FC      |

### Japonsko
Hlavní trenér: Takeši Okada

| Jméno             | Datum narození     | Datum úmrtí | Klub                |
| Brankáři          | Brankáři           | Brankáři    | Brankáři            |
| ----------------- | ------------------ | ----------- | ------------------- |
| Nobujuki Kodžima  | 17. ledna 1966     |             | Šónan Bellmare      |
| Jošikacu Kawaguči | 15. srpna 1975     |             | Jokohama F. Marinos |
| Seigó Narazaki    | 15. dubna 1976     |             | Jokohama F. Marinos |
| Obránci           |                    |             |                     |
| Akira Narahaši    | 26. listopadu 1971 |             | Kašima Antlers      |
| Naoki Sóma        | 19. července 1971  |             | Kašima Antlers      |
| Masami Ihara –    | 18. září 1967      |             | Jokohama F. Marinos |
| Norio Omura       | 6. září 1969       |             | Jokohama F. Marinos |
| Tošihide Saitó    | 20. dubna 1973     |             | Šimizu S-Pulse      |
| Jutaka Akita      | 6. srpna 1970      |             | Kašima Antlers      |
| Eisuke Nakaniši   | 23. června 1973    |             | JEF United Čiba     |
| Záložníci         |                    |             |                     |
| Takaši Hirano     | 15. července 1974  |             | Nagoja Grampus      |
| Motohiro Jamaguči | 29. ledna 1969     |             | Jokohama F. Marinos |
| Terujoši Itó      | 31. srpna 1974     |             | Šimizu S-Pulse      |
| Hidetoši Nakata   | 22. ledna 1977     |             | Šónan Bellmare      |
| Hiroši Nanami     | 28. listopadu 1972 |             | Júbilo Iwata        |
| Šindži Ono        | 27. září 1979      |             | Urawa Red Diamonds  |
| Tošihiro Hattori  | 23. září 1973      |             | Júbilo Iwata        |
| Hiroaki Morišima  | 30. dubna 1972     |             | Cerezo Ósaka        |
| Útočníci          |                    |             |                     |
| Masaši Nakajama   | 23. září 1967      |             | Júbilo Iwata        |
| Wagner Lopes      | 29. ledna 1969     |             | Šónan Bellmare      |
| Masajuki Okano    | 25. července 1972  |             | Urawa Red Diamonds  |
| Šódži Džó         | 17. června 1975    |             | Jokohama F. Marinos |